# Князевич, Руслан Петрович
Русла́н Петро́вич Князе́вич (укр. Руслан Петрович Князевич; род. 28 июня 1974, Ивано-Франковск) — украинский политический деятель, юрист. Народный депутат Украины, с сентября 2011 года член партии «Фронт перемен».

## Образование
В 1996 году окончил Киевский университет имени Тараса Шевченко по специальности юрист-международник, референт-переводчик английского языка. Является кандидатом юридических наук (2003; тема диссертации: «Конституционно-правовые основы выборов президента Украины: проблемы теории и практики»).

## Карьера
- В октябре 1996 — декабре 1997 — аспирант Института государства и права имени В.Корецкого Национальной академии наук Украины НАНУ.
- В октябре 1996 — декабре 1997, одновременно, помощник-консультант народного депутата Украины Михаила Рябца.
- В декабре 1997 — июле 2000 — помощник председателя Центральной избирательной комиссии (ЦИК) Михаила Рябца.
- В июле 2000 — июле 2002 — руководитель службы, первый помощник председателя Центральной избирательной комиссии (ЦИК).
- С июля 2002 был руководителем секретариата Центральной избирательной комиссии (ЦИК).
- В феврале 2004 — июле 2006 — член Центральной избирательной комиссии. 24 ноября 2004 отказался подписать протокол заседания ЦИК о признании Виктора Януковича победителем второго тура президентских выборов 2004. После отставки членов ЦИК во время политического кризиса в стране вошёл в новый состав ЦИК (с 8 декабря 2004). Заслуженный юрист Украины[1] (2005).
- В 2006—2007 — народный депутат Верховной Рады Украины пятого созыва (от блока «Наша Украина»; № 9 в его избирательном списке), секретарь Комитета по вопросам правовой политики, член фракции «Наша Украина».
- На внеочередных парламентских выборах на Украине осенью 2007 года он вошёл в «первую десятку» избирательного списка (снова № 9) избирательного списка «мегаблока» сторонников Президента Украины Виктора Ющенко «Наша Украина — Народная Самооборона».
- В сентябре 2011 года вступил в партию «Фронт перемен».
- С 12 декабря 2012 года — народный депутат Украины VII созыва от партии Всеукраинское объединение «Батькивщина» (№ 37 в списке). Секретарь Комитета по вопросам государственного строительства и местного самоуправления.
- С 27 ноября 2014 года — народный депутат Украины VIII созыва от Блока Порошенко (№ 12 в списке).
- С 17 июня 2014 до 15 января 2015 года — Представитель Президента в Верховной Раде Украины.
- 1 ноября 2018 года были введены российские санкции против 322 граждан Украины, включая Руслана Князевича[2].
- 15 февраля 2019 назначен руководителем юридического обеспечения избирательной кампании кандидата в президенты Украины Петра Порошенко[3].
- Участвовал в досрочных парламентских выборах 2019 года от партии «Европейская солидарность» (21 место в партийном списке[4]).

## Семья
Руслан Князевич женат на Дарье Павленко, сестре бывшего министра семьи, молодежи и спорта Юрия Павленко. Князевичи воспитывают сына и дочь.

## Награды, государственные ранги
- Награждён медалью «За труд и победу» (ноябрь 2002)[5].
- Заслуженный юрист Украины (август 2005).
- Государственный служащий 2-го ранга (август 2002)[6], 1-го рангу (апрель 2004)[7].